# Kim Jong-tae
Kim Jong-tae (Hangul: 김종태) es un actor de televisión, cine y teatro surcoreano.

## Biografía
Obtuvo una maestría en artes del departamento de actuación de la Universidad Nacional de Artes de Corea (한국예술종합학교).

## Carrera
Es miembro de la agencia Park Plus Entertainment (파크플러스 엔터테인먼트).
En marzo de 2018 se unió al elenco recurrente de la serie Something in the Rain (también conocida como "Pretty Sister Who Buys Me Food") donde interpretó a Jo Kyung-shik, el director ejecutivo de la franquicia de café "Coffee Bay" y el jefe de Yoon Jin-ah (Son Ye-jin).
En septiembre del mismo año se unió al elenco recurrente de la serie Player donde dio vida a Yeon Je-suk, un consultor y agente de poder para los políticos conocido con el alias de "The Man".
El 8 de mayo de 2020 se unió al elenco de la serie The King: Eternal Monarch donde interpretó a Yu Jeong-hwa, un trabajador de los establos del palacio y a Lee Sang-do.
En agosto del mismo año se unió al elenco recurrente de la serie Do You Like Brahms? donde dio vida a Lee Sung-geun, el padre de Lee Jung-kyung (Park Ji-hyun).
En febrero de 2021 se unió al elenco recurrente de la serie Sisyphus: The Myth donde interpretó al oficial de la policía Kang Dong-gi, el padre de Kang Seo-hae (Park Shin-hye).
En noviembre del mismo año se unirá al elenco recurrente de la serie The Veil donde dará vida a Kang Pil-ho, el director de la división del Servicio Nacional de Inteligencia (NIS) en el extranjero.

## Filmografía

### Series de televisión
| Año     | Título                             | Personaje                              | Notas                                  | Ref.   |
| ------- | ---------------------------------- | -------------------------------------- | -------------------------------------- | ------ |
| 2013    | The End of the World               | Guardia Costero de Busan               | Aparición especial, ep. 4 y 5          |        |
| 2015    | Heard It Through the Grapevine     | Taxista                                | Aparición especial, ep. 1 y 2          |        |
| 2015    | The Village: Achiara's Secret      | -                                      |                                        |        |
| 2016    | Mrs. Cop 2                         | -                                      |                                        |        |
| 2017    | Defendant (Innocent Defendant)     | Empleado del Servicio Nacional Forense | Aparición especial, ep. 1 y 2          |        |
| 2018    | Dreamers                           | -                                      | Drama Special                          | [ 5 ]  |
| 2018    | Something in the Rain              | Jo Kyung-shik                          |                                        |        |
| 2018    | Player                             | Yeon Je-suk ("The Man")                |                                        |        |
| 2018    | Encounter                          | Gerente del Hotel Sokcho               | Aparición especial, ep. 3, 8-10        |        |
| 2019    | Una noche de primavera             | Jefe de Lee Seo-in                     | Aparición especial, ep. 5, 8, 9, 12    |        |
| 2019    | Everything and Nothing             | Padre de Go Min-jae                    |                                        |        |
| 2020    | Romantic Doctor, Teacher Kim 2     | Profesor Oh                            | Aparición especial, ep. 1 y 16         |        |
| 2020    | The World of the Married           | Ha Dong-sik                            |                                        |        |
| 2020    | The King: Eternal Monarch          | Yu Jeong-hwa / Lee Sang-do             | Aparición especial, ep. 2, 7, 9, 11-12 |        |
| 2020    | Do You Like Brahms?                | Lee Sung-geun                          |                                        |        |
| 2021    | Sisyphus: The Myth                 | Kang Dong-gi                           |                                        |        |
| 2021    | The Veil                           | Kang Pil-ho                            |                                        | [ 6 ]  |
| 2021    | Moebius: The Veil                  | Kang Pil-ho                            |                                        |        |
| 2022    | Estamos muertos                    | Jin Seon-moo                           |                                        |        |
| 2022    | Las inclemencias del amor          | Director Choi                          | Aparición especial, ep. 1              |        |
| 2022    | Showtime Begins!                   | Ko Young-sik                           |                                        |        |
| 2022    | Why Her?                           | Padre de Oh Soo-jae                    | Aparición especial                     |        |
| 2022    | Mental Coach Jegal                 | Representante Kang                     |                                        | [ 7 ]  |
| 2023    | Joseon Attorney                    | Kang Eon-jik                           |                                        |        |
| 2023    | Delightfully Deceitful             | Ma Kang-soo                            |                                        | [ 8 ]  |
| 2023    | Una dosis diaria de sol            | Im Hyuk-soo                            |                                        | [ 9 ]  |
| 2023    | My Dearest                         | Rey Injo                               |                                        | [ 10 ] |
| 2023    | La canción de los bandidos         | Lee Sang-guk                           | Aparición especial                     |        |
| 2024    | El romance de medianoche en hagwon | Kim Hyun-tak                           |                                        | [ 11 ] |
| 2024    | Nadie en el bosque                 | Detective Kang                         |                                        |        |
| 2024-25 | El cuento de la dama Ok            | Heo Jong-moon                          |                                        | [ 12 ] |
| 2025    | The Art of Negotiation             | Jo Beom-soo                            |                                        | [ 13 ] |
| 2025    | Primavera de juventud              | Seo Min-cheol                          |                                        | [ 14 ] |

### Películas
| Año  | Título                           | Personaje           | Notas                                                                                         |
| ---- | -------------------------------- | ------------------- | --------------------------------------------------------------------------------------------- |
| 2005 | 옛날 영화를 보러 갔다            | 민서                |                                                                                               |
| 2006 | The Bad Utterances (양아치어조)  | Jong-tae / Acosador |                                                                                               |
| 2006 | Riverbank Legends (Three Fellas) | 선배                |                                                                                               |
| 2007 | 귀를 기울이면                    | 박사                |                                                                                               |
| 2010 | 3mm                              | -                   |                                                                                               |
| 2011 | 감                               | -                   |                                                                                               |
| 2017 | Dive                             | Padre               |                                                                                               |
| 2019 | Black Money                      | Productor Yoon      | junto a Cho Jin-woong, Lee Ha-nee, Lee Kyun-young, Choi Deok-moon, Jo Han-chul y Heo Sung-tae |

### Teatro
| Año               | Título                                                 | Personaje | Notas |
| ----------------- | ------------------------------------------------------ | --------- | ----- |
| 2019              | (H-씨어터 - 리딩공연- 소리) 최병오                     | -         |       |
| 2019              | 더 헬멧                                                | -         |       |
| 2015, 2018        | 카포네 트릴로지                                        | -         |       |
| 2018              | 가지                                                   | -         |       |
| 2017              | 네더                                                   | -         |       |
| 2017              | 한민족디아스포라전 - 가지                              | -         |       |
| 2016              | 썬샤인의 전사들                                        | -         |       |
| 2016              | 토일릿 피플                                            | -         |       |
| 2015              | 그녀들의 집                                            | -         |       |
| 2014              | 템페스트                                               | -         |       |
| 2013 - 2014, 2019 | 빌리 브란트                                            | -         |       |
| 2013, 2014        | 데모크라시                                             | -         |       |
| 2012, 2013        | 왕, 죽어가다                                           | -         |       |
| 2012              | 달아나라, 편지야 - 조선인민군 우편함 4640호            | -         |       |
| 2012              | 뻘                                                     | -         |       |
| 2012              | 878미터의 봄                                           | -         |       |
| 2012              | 영원한 평화                                            | -         |       |
| 2011, 2013        | 없는 사람들                                            | -         |       |
| 2011              | 과학하는마음 4 - 숲의 심연                             | -         |       |
| 2011              | 단편소설 입체낭독극장 - 쉽게 끝나지 않을 것 같은, 농담 | -         |       |
| 2010              | 보트하우스                                             | -         |       |
| 2009, 2011        | 모범생들                                               | -         |       |
| 2009              | 우릴 봤을까?                                           | -         |       |
| 2009              | 시동라사                                               | -         |       |
| 2009              | 매일 만나기에는 우린 너무 사랑했었다                   | -         |       |
| 2009              | 존경하는 엘레나 선생님                                 | -         |       |
| 2008 - 2009       | 닥터 이라부                                            | -         |       |
| 2008              | 깃븐우리절믄날                                         | -         |       |
| 2007              | 고요                                                   | -         |       |
| 2007              | 소설가 구보씨와 경성사람들                             | -         |       |
| 2007              | 70분간의 연애 - he & she                               | -         |       |
| 2007              | 연극원 KNUA 예술극장 폐관기념공연 - 변(변라도 판)      | -         |       |
| 2006, 2008        | 과학하는 마음 3 - 발칸동물원                           | -         |       |
| 2006              | 삼등병                                                 | -         |       |
| 2006              | 줄리에게 박수를                                        | -         |       |
| 2005, 2009        | 멕베스                                                 | -         |       |
| 2005              | 주노와 공작                                            | -         |       |
| 2005              | 왕은 죽어가다                                          | -         |       |
| 2005              | 과학하는 마음 1 - 진화하는 오후                        | -         |       |
| 2005              | 가문비                                                 | -         |       |
| 2004              | 배다리 진료소                                          | -         |       |
| 2004              | 하녀들                                                 | -         |       |
| 2004              | 이발사 박봉구                                          | -         |       |
| 2003              | 헤카베                                                 | -         |       |
| 2001              | 유령                                                   | -         |       |
| 2001              | 제 9회 젊은연극제 참가작 - 노부인의 방문               | -         |       |

## Premios y nominaciones
| Año  | Categoría                               | Premios              | Trabajo  | Resultado | Ref.   |
| ---- | --------------------------------------- | -------------------- | -------- | --------- | ------ |
| 2021 | Excellence Award, Actor in a Miniseries | 2021 MBC Drama Award | The Veil | Ganador   | [ 15 ] |